# Prix Versailles 2017
Il Prix Versailles 2017, 3ª edizione del Prix Versailles ha premiato dodici vincitori a livello mondiale, tra 70 vincitori a livello continentale in quattro categorie: esercizi commerciali, centri commerciali, hotel e ristoranti.

## Calendario
I vincitori a livello continentale sono stati annunciati nel corso di una conferenza stampa tenutasi il 26 aprile 2017 presso l'UNESCO.
In seguito sono stati assegnati i premi mondiali nel corso della cerimonia mondiale tenutasi il 12 maggio 2017 presso l'UNESCO.

## Giuria mondiale
| Nome                                           | Funzione                                            | Nazionalità |
| ---------------------------------------------- | --------------------------------------------------- | ----------- |
| Manuelle Gautrand                              | Architetta                                          | Francia     |
| Guo Pei                                        | Stilista                                            | Cina        |
| Toyoo Itō                                      | Architetto                                          | Giappone    |
| Gilles Lipovetsky                              | Filosofo                                            | Francia     |
| François de Mazières (presidente della giuria) | Sindaco di Versailles                               | Francia     |
| Guy Savoy                                      | Chef                                                | Francia     |
| Wang Shu                                       | Architetto                                          | Cina        |
| Minja Yang                                     | Ex-vicedirettore del Centro del patrimonio mondiale | Giappone    |

## Palmarès

### Vincitori a livello mondiale
Esercizi commerciali
| Premio o menzione | Progetto                                 | Sede      | Paese       | Architetto o designer       | Paese       |
| ----------------- | ---------------------------------------- | --------- | ----------- | --------------------------- | ----------- |
| Prix Versailles   | Dior                                     | Miami     | Stati Uniti | BarbaritoBancel architectes | Francia     |
| Menzione Interni  | Hangzhou Zhongshuge                      | Hangzhou  | Cina        | X+Living                    | Cina        |
| Menzione Esterni  | Chanel, temporary store – Crystal Houses | Amsterdam | Paesi Bassi | MVRDV                       | Paesi Bassi |

Centri commerciali
| Premio o menzione | Progetto          | Sede        | Paese    | Architetto o designer | Paese    |
| ----------------- | ----------------- | ----------- | -------- | --------------------- | -------- |
| Prix Versailles   | Tokyu Plaza Ginza | Tokyo       | Giappone | Nikken Sekkei         | Giappone |
| Menzione Interni  | ARG Shopping Mall | Teheran     | Iran     | arsh4d studio         | Iran     |
| Menzione Esterni  | Lideta Mercato    | Addis Abeba | Etiopia  | Vilalta Arquitectura  | Spagna   |

Hotel
| Premio o menzione | Progetto       | Sede              | Paese    | Architetto o designer      | Paese   |
| ----------------- | -------------- | ----------------- | -------- | -------------------------- | ------- |
| Prix Versailles   | Chablé Yucatán | Chocholá          | Messico  | Jorge Borja, Paulina Morán | Messico |
| Menzione Interni  | Spedition      | Thun              | Svizzera | Stylt Trampoli             | Svezia  |
| Menzione Esterni  | Mar Adentro    | San José del Cabo | Messico  | Miguel Ángel Aragonés      | Messico |

Ristoranti
| Premio o menzione | Progetto                 | Sede           | Paese     | Architetto o designer | Paese       |
| ----------------- | ------------------------ | -------------- | --------- | --------------------- | ----------- |
| Prix Versailles   | Illusion                 | Doha           | Qatar     | Rockwell Group        | Stati Uniti |
| Menzione Interni  | Shukufuku Japanese Bento | Melbourne      | Australia | Rptecture Architects  | Australia   |
| Menzione Esterni  | O Pavilhão Dançante      | Rio de Janeiro | Brasile   | Estudio Guto Requena  | Brasile     |

### Vincitori a livello continentale

#### Africa e Asia occidentale
Esercizi commerciali
| Premio o menzione | Progetto                         | Sede      | Paese               | Architetto o designer          | Paese  |
| ----------------- | -------------------------------- | --------- | ------------------- | ------------------------------ | ------ |
| Prix Versailles   | Dolce & Gabbana children's store | Dubai     | Emirati Arabi Uniti |                                |        |
| Menzione Interni  | Only Roses                       | Abu Dhabi | Emirati Arabi Uniti | Baciocchi Associati            | Italia |
| Menzione Esterni  | Bentley Showroom                 | Dubai     | Emirati Arabi Uniti | Hangzhou Yongdian Illumination | Cina   |

Centri commerciali
| Premio o menzione | Progetto          | Sede        | Paese     | Architetto o designer | Paese     |
| ----------------- | ----------------- | ----------- | --------- | --------------------- | --------- |
| Prix Versailles   | Mall of Africa    | Midrand     | Sudafrica | MDS Architecture      | Sudafrica |
| Menzione Interni  | ARG Shopping Mall | Teheran     | Iran      | arsh4d studio         | Iran      |
| Menzione Esterni  | Lideta Mercato    | Addis Abeba | Etiopia   | Vilalta Arquitectura  | Spagna    |

Hotel
| Premio o menzione | Progetto                          | Sede          | Paese   | Architetto o designer      | Paese     |
| ----------------- | --------------------------------- | ------------- | ------- | -------------------------- | --------- |
| Prix Versailles   | Anantara Al Jabal Al Akhdar       | Nizwa         | Oman    | Atelier Pod                | Marocco   |
| Menzione Interni  | Sheraton Annaba                   | Annaba        | Algeria | Fabris&Partners architetti | Italia    |
| Menzione Esterni  | St. Regis Maldives Vommuli Resort | Atollo Dhaalu | Maldive | WOW Architects             | Singapore |

Ristoranti
| Premio o menzione | Progetto        | Sede       | Paese               | Architetto o designer | Paese       |
| ----------------- | --------------- | ---------- | ------------------- | --------------------- | ----------- |
| Prix Versailles   | Illusion        | Doha       | Qatar               | Rockwell Group        | Stati Uniti |
| Menzione Interni  | Play Restaurant | Dubai      | Emirati Arabi Uniti | Gregory Gatserelia    | Libano      |
| Menzione Esterni  | Villa Gapi      | Casablanca | Marocco             | Atelier Pod           | Marocco     |

#### America centro-meridionale e Caraibi
Esercizi commerciali
| Premio o menzione | Progetto                     | Sede           | Paese     | Architetto o designer       | Paese     |
| ----------------- | ---------------------------- | -------------- | --------- | --------------------------- | --------- |
| Prix Versailles   | Cuesta Blanca - Av. Santa Fe | Buenos Aires   | Argentina | Botner - Pecina Arquitectos | Argentina |
| Menzione Interni  | Loja do AquaRio              | Rio de Janeiro | Brasile   | Kube Arquitetura            | Brasile   |
| Menzione Esterni  | Líder Flagship Store         | San Paolo      | Brasile   | FGMF Arquitetos             | Brasile   |

Centri commerciali
| Premio o menzione | Progetto         | Sede      | Paese      | Architetto o designer      | Paese      |
| ----------------- | ---------------- | --------- | ---------- | -------------------------- | ---------- |
| Prix Versailles   | no consegnato    |           |            |                            |            |
| Menzione Interni  | no consegnato    |           |            |                            |            |
| Menzione Esterni  | Terrazas Lindora | Santa Ana | Costa Rica | Ronald Zurcher Arquitectos | Costa Rica |

Hotel
| Premio o menzione | Progetto                                 | Sede           | Paese   | Architetto o designer    | Paese       |
| ----------------- | ---------------------------------------- | -------------- | ------- | ------------------------ | ----------- |
| Prix Versailles   | Hotel Magnolia                           | Santiago       | Cile    | Cazú Zegers Arquitectura | Cile        |
| Menzione Interni  | Gran Meliá Nacional Rio de Janeiro Hotel | Rio de Janeiro | Brasile | VOA Brazil               | Stati Uniti |
| Menzione Esterni  | Hotel Ladera                             | Santiago       | Cile    | Estudio Larraín          | Cile        |

Ristoranti
| Premio o menzione | Progetto                | Sede           | Paese   | Architetto o designer          | Paese   |
| ----------------- | ----------------------- | -------------- | ------- | ------------------------------ | ------- |
| Prix Versailles   | Refettorio Gastromotiva | Rio de Janeiro | Brasile | Metro Arquitetos Associados    | Brasile |
| Menzione Interni  | Viena Delish            | San Paolo      | Brasile | Studio Ino / Todos Arquitetura | Brasile |
| Menzione Esterni  | O Pavilhão Dançante     | Rio de Janeiro | Brasile | Estudio Guto Requena           | Brasile |

#### America settentrionale
Esercizi commerciali
| Premio o menzione | Progetto      | Sede              | Paese       | Architetto o designer          | Paese       |
| ----------------- | ------------- | ----------------- | ----------- | ------------------------------ | ----------- |
| Prix Versailles   | Dior          | Miami             | Stati Uniti | BarbaritoBancel architectes    | Francia     |
| Menzione Interni  | Joya Studio   | Brooklyn          | Stati Uniti | Taylor and Miller Architecture | Stati Uniti |
| Menzione Esterni  | Massimo Dutti | Città del Messico | Messico     | Sordo Madaleno Arquitectos     | Messico     |

Centri commerciali
| Premio o menzione | Progetto                                            | Sede        | Paese       | Architetto o designer | Paese       |
| ----------------- | --------------------------------------------------- | ----------- | ----------- | --------------------- | ----------- |
| Prix Versailles   | Brickell City Centre                                | Miami       | Stati Uniti | Arquitectonica        | Stati Uniti |
| Menzione Interni  | Aeroporto Internazionale di Los Angeles, Terminal 2 | Los Angeles | Stati Uniti | Akarstudios           | Stati Uniti |
| Menzione Esterni  | The Bloc                                            | Los Angeles | Stati Uniti | The Ratkovich Company | Stati Uniti |

Hotel
| Premio o menzione | Progetto                       | Sede              | Paese       | Architetto o designer      | Paese       |
| ----------------- | ------------------------------ | ----------------- | ----------- | -------------------------- | ----------- |
| Prix Versailles   | Chablé Yucatán                 | Chocholá          | Messico     | Jorge Borja, Paulina Morán | Messico     |
| Menzione Interni  | Four Seasons New York Downtown | New York          | Stati Uniti | Yabu Pushelberg            | Stati Uniti |
| Menzione Esterni  | Mar Adentro                    | San José del Cabo | Messico     | Miguel Ángel Aragonés      | Messico     |

Ristoranti
| Premio o menzione | Progetto                | Sede       | Paese       | Architetto o designer | Paese       |
| ----------------- | ----------------------- | ---------- | ----------- | --------------------- | ----------- |
| Prix Versailles   | Avra Madison            | New York   | Stati Uniti | Rockwell Group        | Stati Uniti |
| Menzione Interni  | SingleThread            | Healdsburg | Stati Uniti | AvroKO Design         | Stati Uniti |
| Menzione Esterni  | Soho Little Beach House | Malibù     | Stati Uniti | Montalba Architects   | Stati Uniti |

#### Asia centrale e nord-orientale
Esercizi commerciali
| Premio o menzione | Progetto                 | Sede     | Paese         | Architetto o designer | Paese    |
| ----------------- | ------------------------ | -------- | ------------- | --------------------- | -------- |
| Prix Versailles   | Dolce & Gabbana Aoyama   | Tokyo    | Giappone      | Curiosity             | Giappone |
| Menzione Interni  | Hangzhou Zhongshuge      | Hangzhou | Cina          | X+Living              | Cina     |
| Menzione Esterni  | Sulwhasoo Flagship Store | Seul     | Corea del Sud | Neri&Hu               | Cina     |

Centri commerciali
| Premio o menzione | Progetto              | Sede     | Paese    | Architetto o designer   | Paese       |
| ----------------- | --------------------- | -------- | -------- | ----------------------- | ----------- |
| Prix Versailles   | Tokyu Plaza Ginza     | Tokyo    | Giappone | Nikken Sekkei           | Giappone    |
| Menzione Interni  | KK One                | Shenzhen | Cina     | Laguarda.Low Architects | Stati Uniti |
| Menzione Esterni  | Creativo Design Space | Tientsin | Cina     | Cotefa                  | Italia      |

Hotel
| Premio o menzione | Progetto                                   | Sede      | Paese    | Architetto o designer        | Paese       |
| ----------------- | ------------------------------------------ | --------- | -------- | ---------------------------- | ----------- |
| Prix Versailles   | Change Vacation Hotel in Dali Ancient City | Dali      | Cina     | Co-Direction Interior Design | Cina        |
| Menzione Interni  | Prince Gallery Tokyo Kioicho               | Tokyo     | Giappone | Rockwell Group               | Stati Uniti |
| Menzione Esterni  | Guesthouse in Karuizawa                    | Karuizawa | Giappone | Satoshi Okada architects     | Giappone    |

Ristoranti
| Premio o menzione | Progetto                   | Sede     | Paese | Architetto o designer            | Paese |
| ----------------- | -------------------------- | -------- | ----- | -------------------------------- | ----- |
| Prix Versailles   | Si-Pu Nabe                 | Shanghai | Cina  | Golucci International Design     | Cina  |
| Menzione Interni  | Noodle Diner Sanlitun Soho | Pechino  | Cina  | Lukstudio                        | Cina  |
| Menzione Esterni  | Sake Manzo                 | Pechino  | Cina  | Beijing Matsubara and Architects | Cina  |

#### Asia meridionale e Pacifico
Esercizi commerciali
| Premio o menzione | Progetto                  | Sede        | Paese     | Architetto o designer      | Paese       |
| ----------------- | ------------------------- | ----------- | --------- | -------------------------- | ----------- |
| Prix Versailles   | Dior Flagship Store       | Singapore   | Singapore | Peter Marino Architect     | Stati Uniti |
| Menzione Interni  | Doris de V Flagship Store | Ho Chi Minh | Vietnam   | Red5 Studio                | Vietnam     |
| Menzione Esterni  | Christian Dada Store      | Singapore   | Singapore | Fumiko Takahama Architects | Giappone    |

Centri commerciali
| Premio o menzione | Progetto                           | Sede      | Paese      | Architetto o designer      | Paese     |
| ----------------- | ---------------------------------- | --------- | ---------- | -------------------------- | --------- |
| Prix Versailles   | Siam Discovery - The exploratorium | Bangkok   | Thailandia | Nendo                      | Giappone  |
| Menzione Interni  | S Maison                           | Pasay     | Filippine  |                            |           |
| Menzione Esterni  | T Galleria                         | Siem Reap | Cambogia   | PMDL Architecture + Design | Australia |

Hotel
| Premio o menzione | Progetto                      | Sede                | Paese      | Architetto o designer | Paese      |
| ----------------- | ----------------------------- | ------------------- | ---------- | --------------------- | ---------- |
| Prix Versailles   | Hua Hin Marriott Resort & Spa | Prachuap Khiri Khan | Thailandia | Architects 49         | Thailandia |
| Menzione Interni  | M Social Singapore Hotel      | Singapore           | Singapore  | Philippe Starck       | Francia    |
| Menzione Esterni  | Oasia Hotel Downtown          | Singapore           | Singapore  | WOHA                  | Singapore  |

Ristoranti
| Premio o menzione | Progetto                 | Sede      | Paese      | Architetto o designer  | Paese      |
| ----------------- | ------------------------ | --------- | ---------- | ---------------------- | ---------- |
| Prix Versailles   | redpan                   | Singapore | Singapore  | DP Design              | Singapore  |
| Menzione Interni  | Shukufuku Japanese Bento | Melbourne | Australia  | Rptecture Architects   | Australia  |
| Menzione Esterni  | Shugaa dessert bar       | Bangkok   | Thailandia | Party / Space / Design | Thailandia |

#### Europa
Esercizi commerciali
| Premio o menzione | Progetto                                 | Sede      | Paese       | Architetto o designer          | Paese       |
| ----------------- | ---------------------------------------- | --------- | ----------- | ------------------------------ | ----------- |
| Prix Versailles   | Boutique Van Cleef & Arpels              | Parigi    | Francia     | Jouin Manku / SLA Architecture | Francia     |
| Menzione Interni  | Dolce & Gabbana Montenapoleone           | Milano    | Italia      | Curiosity                      | Giappone    |
| Menzione Esterni  | Chanel, temporary store - Crystal Houses | Amsterdam | Paesi Bassi | MVRDV                          | Paesi Bassi |

Centri commerciali
| Premio o menzione | Progetto     | Sede                 | Paese   | Architetto o designer  | Paese       |
| ----------------- | ------------ | -------------------- | ------- | ---------------------- | ----------- |
| Prix Versailles   | Cap 3000     | Saint-Laurent-du-Var | Francia | Groupe 6 / Jouin Manku | Francia     |
| Menzione Interni  | Il Centro    | Milano               | Italia  | Design International   | Regno Unito |
| Menzione Esterni  | Scalo Milano | Milano               | Italia  | Cotefa                 | Italia      |

Hotel
| Premio o menzione | Progetto                      | Sede           | Paese       | Architetto o designer        | Paese       |
| ----------------- | ----------------------------- | -------------- | ----------- | ---------------------------- | ----------- |
| Prix Versailles   | Park Hyatt Mallorca           | Canyamel       | Spagna      | DSA Architects International | Portogallo  |
| Menzione Interni  | Spedition                     | Thun           | Svizzera    | Stylt Trampoli               | Svezia      |
| Menzione Esterni  | The Shore Club Turks & Caicos | Providenciales | Regno Unito | RAD Architecture             | Stati Uniti |

Ristoranti
| Premio o menzione | Progetto       | Sede      | Paese    | Architetto o designer       | Paese    |
| ----------------- | -------------- | --------- | -------- | --------------------------- | -------- |
| Prix Versailles   | BiBo Madrid    | Madrid    | Spagna   | Lázaro Rosa-Violán          | Spagna   |
| Menzione Interni  | Umbrüggler Alm | Innsbruck | Austria  | Ludescher + Lutz Architects | Austria  |
| Menzione Esterni  | BRLO Brwhouse  | Berlino   | Germania | GRAFT                       | Germania |